# Lisa Ray
Lisa Ray (Toronto, 4 de abril de 1972) es una actriz canadiense, más conocida por haber sido la protagonista de la película Water (Agua).

## Biografía
Lisa Ray es de ascendencia india y polaca. Terminó la escuela secundaria en Canadá, con aspiraciones de especializarse en Periodismo en la Universidad, cuando recibió una propuesta de una revista de moda que la quería como modelo, y terminó en la portada. Esto la catapultó al estado de celebridad instantánea. El alto perfil de su carrera estuvo observado por cineastas indios, pero ella se negó a muchas ofertas hasta que la película Kasoor (2001) recibió una cantidad considerable de atención. La directora india-canadiense Deepa Mehta vio su participación en el elenco de la comedia romántica Bollywood/Hollywood (2002), que pasó a ser un gran éxito en Canadá. Posteriormente se trasladó a Londres para estudiar actuación y concentrarse en una seria carrera en las artes escénicas. Después de graduarse de la escuela de teatro se reunió con Deepa Mehta, con la cual trabajó en la película Agua (2005). En 2009 presentó las películas Water y The World Unseen, proyectadas durante el prestigioso Festival de la India, que se desarrolla desde 2008 durante noviembre en Buenos Aires, Argentina. Lisa tuvo una gran recepción, tanto por parte de sus seguidores como del público local.
En el año 2007 protagonizó la película de temática lésbica I Can't Think Straight en la cual hace pareja con la actriz Sheetal Sheth con quien también había hecho pareja en la película The World Unseen.

## Vida personal
En el año 2009 le detectaron una grave enfermedad, el mieloma múltiple, una forma de cáncer que ataca a la médula ósea. Lejos de deprimirse, Lisa ha tomado esto como un gran reto, una batalla en la que está dispuesta a utilizar todos los recursos que puedan estar a su alcance para salir airosa. En ese sentido Lisa decidió abrir un blog en el que cuenta cómo fue la experiencia con esta enfermedad.
En 2012 Ray anunció su compromiso con Jason Dehni, con quien se casó el 20 de octubre de ese mismo año. En septiembre de 2018 ambos fueron padres de mellizas, mediante vientre de alquiler.

## Filmografía
- Kasoor (2001)
- Bollywood/Hollywood (2002)
- Takkari Donga (2002)
- Ball & Chain (2004)
- Seeking Fear (2005)
- Aqua (2005)
- "The Standard" (2005)
- A Stone's Throw (2006)
- Quarter Life Crisis (2006)
- The Flowerman (2006)
- The World Unseen (2007)
- All Hat (2007)
- I Can't Think Straight (2007)
- "The Summit"(2 episodes, 2008)
- Toronto Stories (2008)
- Kill Kill Faster Faster (2008)
- "Psych" (1 episode, 2009)
- Cooking with Stella (2009)
- Defendor (2009)
- Let the Game Begin (2009)
- Somnolence (2009)
- 1 a Minute (Documental, 2010)
- Trader Games (2010)
- Patch Town (2011)
- Endgame (2011)
- Murdoch Mysteries (1 episode, 2011)
- Top-Chef Canadá (2012)
- Four More Shots Please (2019-2020)

- Datos: Q292949
- Multimedia: Lisa Ray / Q292949